# 명성의 13인

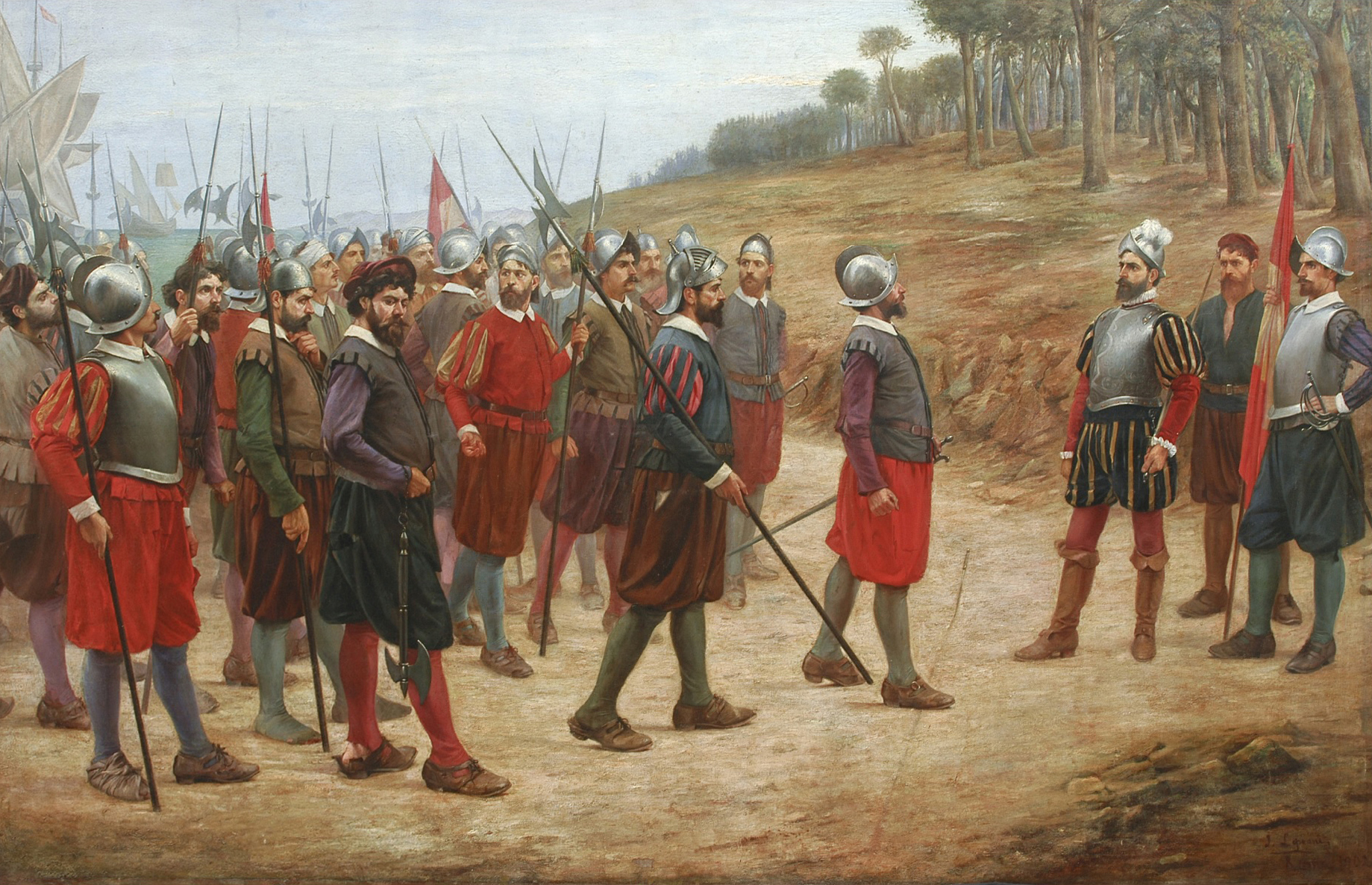
후안 레피아니의 유화.

명성의 13인(스페인어: Los trece de la fama 로스 트레체 데 라 파마[*])은 16세기 페루 정복 당시 그들의 우두머리 프란시스코 피사로를 초기부터 따른 13명의 콩키스타도르를 말한다. 갈로섬 13인(스페인어: Los trece de Gallo 로스 트레체 데 갈로[*])이라고도 한다.
참고로 구위인을 에스파냐어권에서는 "명성의 9인(스페인어: los nueve de la fama 로스 누에베 데 라 파마[*])"이라고 한다.
1527년, 피사로와 일행은 파나마의 도독부에서 원정 포기를 명령하면서 보급이 끊겨 갈로섬에 곤궁하게 처박혀 있게 되었다. 피사로는 땅에 검으로 금을 긋고 "파나마로 돌아가 계속 가난할 자는 이 금을 넘어가라. 금 이쪽에 남는 자는 페루로 가서 부유해질 수 있으리. 무릇 카스티야인은 자신의 길을 스스로 정한다"라고 말했다. 그리고 피사로와 함께 금 이쪽에 남은 것이 열세 명 뿐이었다.:26
이 13인이 누구인지는 기록에 따라 내용이 제각기 달라서 정확히 알 수 없다. 현재 역사학자들에 의해 후보로 거론되는 사람은 19명 정도다.
Leon (1998) 및 Prescott (2011)의 후보 목록은 다음과 같다.
- 니콜라스 데 리베라 엘 비에호:[5]:116 안달루시아 올베라 출신.[6]:95
- 크리스토발 데 페랄타:[5]:116 바에사의 평귀족 출신.[6]:95
- 안톤 데 카리온:[5]:116 카리온데로스콘데스 출신.[6]:96
- 페드로 데 칸디아,[5]:116 크레타섬 출신 그리스인.[6]:95
- 도밍고 데 소랄루체:[5]:116 베르가라 출신 바스크인 상인 출신.[6]:95
- 프란시스코 데 쿠엘라르:[5]:116 쿠엘라르 출신.[6]:95
- 호안 데 라 토레 이 디아스 차콘:[5]:116 에스트레마두라 비야가르시아데라토레 출신.[6]:96
- 페드로 데 알콘:[5]:116 세비야 북쪽 카살라데라시에라 출신.[6]:96
- 가르시아 데 헤레스:[5]:116 우트레라 상인 출신.[6]:96
- 알론소 데 브리세뇨:[5]:116 1506년경 베나벤테 출생.[6]:96
- 알론소 데 몰리나:[5]:116 우베다 출신.[6]:95
- 곤살로 마르틴 데 트루히요: 트루히요 출신.[6]:95
- 마르틴 데 파스.[5]:116
- 바르톨로메 루이스.[5]:116